# Estado de Darfur del Este
Darfur del Este (en árabe Sharq Darfur) es uno de los 18 estados de Sudán, y uno de los cinco que comprende la región de Darfur. Fue creado en enero de 2012 como resultado del proceso de paz en curso para la región del Gran Darfur. La capital del estado es Ed Daein. El estado fue formado con territorios que antes eran parte del estado de Darfur del Sur.

## Distritos
- Ad-Du'ain
- Abu Jakra
- Abu Karinka
- Adila
- Assalaya
- Bahr el Arab
- El Ferdous
- Yassin
- Schearia